# Syreeta Wright
Syreeta Wright (Pittsburgh, 3 augustus 1946 - Los Angeles, 5 juli 2004), ook wel geheten Rita Wright (haar artiestennaam van 1967 tot 1971) en professioneel bekend als Syreeta, was een Amerikaanse soulzangeres en songschrijfster.

## Levensloop
Eigenlijk ambieerde zij een balletcarrière, maar door geldgebrek kon zij de vereiste opleiding niet volgen. Daarom legde ze zich toe op zingen. Al sinds haar vroegste jeugd was ze lid van zanggroepjes, maar ze verdiende de kost met kantoorwerk. Zo werd ze in 1965, net als eerder Martha Reeves, secretaresse bij de platenmaatschappij Motown in "Hitsville USA" in Detroit. Eigenaar Berry Gordy ontdekte haar zangtalent en liet haar in 1967 onder de naam Rita Wright haar eerste single I Can't Give Back the Love I Feel for You opnemen. Later koos hij voor haar de artiestennaam Syreeta, zonder achternaam. Ze was in die periode ook achtergrondzangeres op diverse Motown-nummers. De confrontatie met The Vandellas in I Can't Dance To That Music You're Playing leverde zelfs wrijving op, omdat Martha Reeves niet wist dat Syreeta's uit de toon vallende bijdrage achteraf aan de opname werd toegevoegd.
Toen Diana Ross begin 1970 een solocarrière begon en zich losmaakte van The Supremes, had Berry Gordy het plan Syreeta leadzangeres van deze groep te maken. De andere Supremes Mary Wilson en Cindy Birdsong hielden dat tegen omdat de baan al aan Jean Terrell beloofd was. Syreeta was van 14 september 1970 tot in het voorjaar van 1972 (in totaal 18 maanden) getrouwd met Stevie Wonder, die tevens haar eerste twee albums produceerde. Hij schreef mee aan sommige van haar hits, zoals Your Kiss is Sweet, Spinnin' and Spinnin' en Harmour Love, waarop hij ook achtergrondzanger was. Samen schreven ze in 1970 Signed, Sealed, Delivered (I'm Yours) en in 1972 If You Really Love Me, beide hits voor Stevie. Ook hun duet To Know You is To Love You en de hit van The Spinners It's a Shame (1970) staan op hun naam. Ook na hun scheiding ging hun samenwerking door.
Syreeta's grootste hit was een duet met Billy Preston With You I'm Born Again uit december 1979, dat in de VS op nummer 4 en in Groot-Brittannië op nummer 2 in de hitparade terechtkwam. Zij nam in totaal zes solo-albums op die alle op labels van het Motown-concern verschenen, en twee duet-albums, met Billy Preston en met G.C. Cameron, ex-zanger van The Spinners. In 1983 verscheen het laatste album The Spell, geproduceerd door Jermaine Jackson, waarna ze zich langzamerhand uit de showbusiness terugtrok.
Syreeta trouwde na haar scheiding van Stevie Wonder nog twee keer. Met haar derde echtgenoot kreeg ze vier kinderen. Ze had zich toen bekeerd van het baptisme tot de islam. Eerder was ze enige tijd lerares in Transcendente Meditatie in Ethiopië. Zij stierf op 57-jarige leeftijd aan hartfalen, veroorzaakt door chemotherapie ter bestrijding van de borstkanker waaraan ze toen leed.

## Discografie

### Albums
| Album met eventuele hitnotering(en) in de Nederlandse Album Top 100 | Datum van verschijnen | Datum van binnenkomst | Hoogste positie | Aantal weken | Opmerkingen     |
| ------------------------------------------------------------------- | --------------------- | --------------------- | --------------- | ------------ | --------------- |
| Syreeta                                                             | 1972                  |                       |                 |              |                 |
| Stevie Wonder presents Syreeta                                      | 1974                  |                       |                 |              |                 |
| One to One                                                          | 1977                  |                       |                 |              |                 |
| Rich Love, Poor Love                                                | 1977                  |                       |                 |              | & G.C. Cameron  |
| Late at Night                                                       | 1979                  | 8-3-1980              | 19              | 10           | & Billy Preston |
| Syreeta                                                             | 1980                  |                       |                 |              |                 |
| Set My Love in Motion                                               | 1981                  |                       |                 |              |                 |
| Billy Preston & Syreeta                                             | 1981                  |                       |                 |              | & Billy Preston |
| The Spell                                                           | 1983                  |                       |                 |              |                 |

### Singles
- I Can't Give Back the Love I Feel for You (1968) onder de naam Rita Wright
- To Know You is to Love You (1972) met Stevie Wonder
- I Love Every Little Thing About You (1972)
- Come and Get This Stuff (1974)
- I'm Goin' Left (1974)
- Spinnin' and Spinnin' (1974)
- Your Kiss is Sweet (1975)
- Harmour Love (1975)
- Let's Make a Deal (1977) met G.C. Cameron
- With You I'm Born Again (1979) met Billy Preston
- Go For It (1979) met Billy Preston
- One More Time for Love (1980) met Billy Preston
- It Will Come in Time (1980) met Billy Preston
- You Set My Love in Motion (1981)
- Can't Shake Your Love (1981)
- Quick Slick (1982)

| Single met eventuele hitnotering(en) in de Nederlandse Top 40 | Datum van verschijnen | Datum van binnenkomst | Hoogste positie | Aantal weken | Opmerkingen       |
| ------------------------------------------------------------- | --------------------- | --------------------- | --------------- | ------------ | ----------------- |
| Harmour Love                                                  |                       | 12-7-1975             | 25              | 6            |                   |
| It Will Come in Time                                          |                       | 5-1-1980              | 8               | 9            | met Billy Preston |
| With You I'm Born Again                                       |                       | 1-3-1980              | 4               | 9            | met Billy Preston |

### NPO Radio 2 Top 2000
| Nummers met noteringen in de NPO Radio 2 Top 2000 | '99  | '00 | '01  | '02  | '03  | '04  |
| ------------------------------------------------- | ---- | --- | ---- | ---- | ---- | ---- |
| It Will Come in Time (met Billy Preston)          | -    | -   | 1974 | -    | -    | -    |
| With You I'm Born Again (met Billy Preston)       | 1345 | -   | 1453 | 1768 | 1656 | 1889 |

1. ↑  Een '-' betekent dat het nummer niet was genoteerd en een vetgedrukt getal geeft de hoogste notering van een nummer aan.
2. ↑  Deze tabel is bijgewerkt tot en met de laatste editie (2024).